# Troughton Island Airport
Troughton Island Airport är en flygplats i Australien. Den ligger i kommunen Wyndham-East Kimberley och delstaten Western Australia, omkring 2 300 kilometer nordost om delstatshuvudstaden Perth. Troughton Island Airport ligger 6 meter över havet. Den ligger på ön Troughton Island.
Trakten är glest befolkad. Det finns inga samhällen i närheten. 
Savannklimat råder i trakten. Genomsnittlig årsnederbörd är 1 378 millimeter. Den regnigaste månaden är januari, med i genomsnitt 415 mm nederbörd, och den torraste är juni, med 1 mm nederbörd.